# Allan Steel
Allan Gibson Steel (* 24. September 1858 in Liverpool, Vereinigtes Königreich; † 15. Juni 1914 in Paddington, Vereinigtes Königreich) war ein englischer Cricketspieler, der zwischen 1880 und 1888 für die englischen Nationalmannschaft spielte.

## Aktive Karriere
Bekannt ist sein Cricket-Spiel seit dem Jahr 1874 in Marlborough, dessen Kapitän er 1876 war. Steel gab sein First-Class-Debüt für Lancashire in der Saison 1877. Er war 1878 Teil der sehr erfolgreichen Mannschaft der Cambridge University, wo er ein erfolgreicher All-rounder war. Sein Debüt für die Nationalmannschaft gab er in der Saison 1880 gegen Australien. In seinem ersten Test gelangen ihm 3 Wickets für 58 Runs als Bowler. Er war dann auch Teil des englischen Teams bei dem Besuch der australischen Mannschaft im Sommer 1882. Bei seiner ersten Tour in Australien im folgenden Winter konnte er dann im dritten Test 3 Wickets für 27 Runs erreichen, bevor er im Zusatz-Test neben zwei Mal drei Wickets (3/34 und 3/49) ein Century über 135* Runs gelang. Bei der Ashes Tour 1884 konnte er dann im zweiten Test ein weiteres Century über 148 Runs erzielen, womit er den Innings-Sieg ermöglichte. Beim nächsten Besuch der australischen Mannschaft fungierte er als Kapitän, konnte jedoch nicht mehr herausragen. Seinen letzten Test bestritt er dann ebenfalls als Kapitän bei der Ashes Tour 1888. Nach der Niederlage übernahm W. G. Grace seine Rolle. Er beendete seine First-Class-Karriere in der Saison 1893.

## Nach der aktiven Karriere
Er arbeitete als Rechtsanwalt in Liverpool und wurde 1904 als Recorder of Oldham eingesetzt. Im Jahr 1902 war er Präsident des MCC.